# Primale
 (janvier 2014).
Si vous disposez d'ouvrages ou d'articles de référence ou si vous connaissez des sites web de qualité traitant du thème abordé ici, merci de compléter l'article en donnant les références utiles à sa vérifiabilité et en les liant à la section « Notes et références ».
Pour plus de détails, voir Fiche technique et Distribution.
Primale (Primal) est un film australien réalisé par Josh Reed, sorti en 2010, inédit dans les salles françaises.

## Synopsis
Lors d'une virée dans la jungle australienne, une bande de jeunes réveille une malédiction ancestrale qui va les plonger dans la bestialité et la violence en se changeant chacun leur tour en une bête féroce...

## Fiche technique
- Titre français : Primale
- Titre original : Primal
- Scénario : Nigel Christensen, Josh Reed
- Durée : 80 minutes (1h 20)
- Genre : horreur, fantastique, thriller
- Pays :  Australie
- Dates de sortie : 
  - 26 août 2010 au  Royaume-Uni,
  -  17 août 2011 (DVD).
- Film interdit aux moins de 16 ans lors de sa sortie en salle.

## Distribution
- Krew Boylan : Mel
- Lindsay Farris (en) : Chad
- Rebekah Foord : Kris
- Damien Freeleagus : Warren
- Zoe Tuckwell-Smith : Anja
- Will Traval : Dace
- Nico Schütz : Étudiant
- Thijs van der Zee : Étudiant
- Michael Wölfl : Étudiant